# HD 111270
HD 111270，又名BD+63 1034，SAO 15901、HR 4859，是一颗恒星，视星等为5.89，位于銀經123.74，銀緯54.34，其B1900.0坐标为赤經12h 43m 2.8s，赤緯+63° 54.34′ 37″。